# Blue (Marina and the Diamonds)
Blue è un singolo della cantante britannica Marina and the Diamonds, pubblicato il 16 luglio 2015 come quinto estratto dal terzo album in studio Froot.

## Descrizione
Il brano, come tutte le altre canzoni presenti nel terzo album in studio della Diamandis, è stato scritto dalla cantante stessa e co-prodotto con David Kosten.
Il singolo parla della rottura della storia d'amore e del desiderio della cantante di non sentirsi più triste come lo stesso titolo suggerisce. Il colore blu infatti è associato alla tristezza in quanto la parola inglese "blue" può significare "triste".

## Video musicale
Il videoclip è stato pubblicato il 16 luglio 2015 ed è stato girato nel parco divertimenti "Dreamland" a Margate. 
La clip riprende la cantante in diverse scene; vi sono diversi cambi di abito e molte scene che ritraggono il parco giochi in cui Marina passa del tempo, il tutto per un visual capace di ammaliare lo spettatore. Verso la fine del video Marina esegue anche una coreografia. 
In poche ore il video supera le 250.000 visualizzazioni sul canale ufficiale della cantante e più di 30.000 likes.

## Tracce
Vinile 7"
1. Blue – 4:14 (Marina Diamandis, David Kosten)
2. Solitaire – 4:37 (Marina Diamandis, David Kosten)

Durata totale: 8:51